# Tarasa trisecta
Tarasa trisecta är en malvaväxtart som först beskrevs av August Heinrich Rudolf Grisebach, och fick sitt nu gällande namn av Antonio Krapovickas. Tarasa trisecta ingår i släktet Tarasa och familjen malvaväxter. Inga underarter finns listade i Catalogue of Life.